# Olga Kaniskina
Olga Nikolajevna Kaniskina (rusko О́льга Никола́евна Кани́ськина), ruska atletinja, * 19. januar 1985, Napolnaja Tavla, Sovjetska zveza.
Nastopila je na poletnih olimpijskih igrah v letih 2008 in 2012, leta 2008 je osvojila naslov olimpijske prvakinje v hitri hoji na 20 km, leta 2008 pa srebrno medaljo, ki ji je bila odvzeta zaradi dopinga. Na svetovnih prvenstvih je osvojila naslov prvakinje leta 2007, naslova iz let 2009 in 2011 sta ji bila odvzeta, na evropskih prvenstvih pa srebrno medaljo leta 2006, naslov prvaka iz leta 2010 ji je bil prav tako odvzet.